# قرار مجلس الأمن التابع للأمم المتحدة رقم 319
قرار مجلس الأمن التابع للأمم المتحدة رقم 319، المعتمد في 1 أغسطس 1972، بعد إعادة تأكيد القرارات السابقة بشأن الموضوع، ودعا المجلس الأمين العام، بالتشاور مع المجموعة المنشأة في القرار 309، إلى مواصلة الاتصال بجميع الأطراف المعنية وتهيئة الظروف اللازمة للسماح للناس بممارسة حقهم في تقرير المصير وفقا للميثاق. ثم طلب المجلس من الأمين العام إبقائه على علم بتنفيذ القرار 309.
اعتمد القرار 319 بالإجماع بأغلبية 14 صوتاً؛ لم تشارك جمهورية الصين الشعبية في التصويت.